# Calabria vasútállomásainak listája

Calabria régió

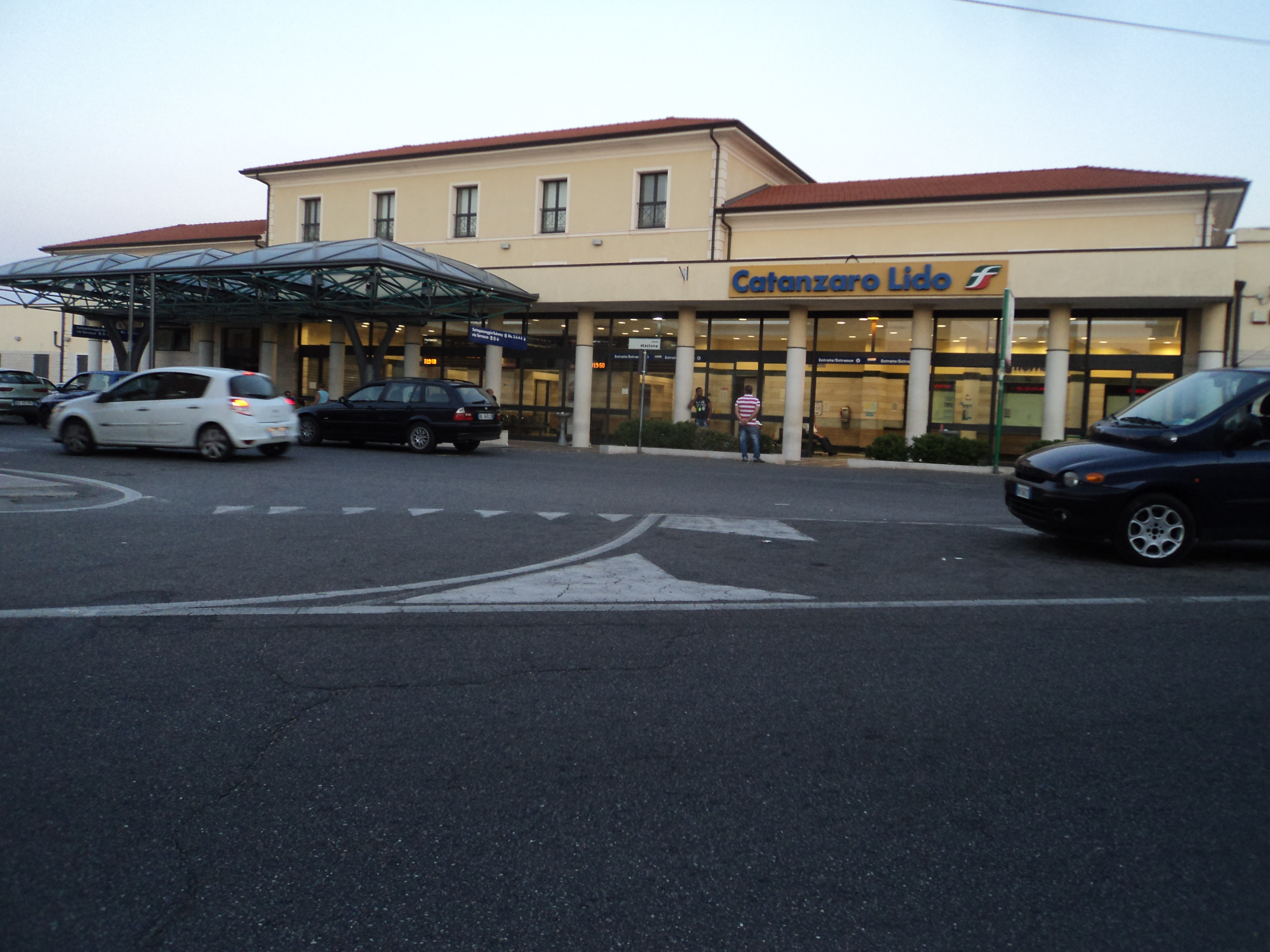
Stazione di Catanzaro Lido

Ez a lista az olasz Calabria régió vasútállomásait sorolja fel ábécé sorrendben.

## A lista
| Állomás neve                                  | Cím                          | Közigazgatási egység             | Megye | Hálózat       | Kategória |
| --------------------------------------------- | ---------------------------- | -------------------------------- | ----- | ------------- | --------- |
| Stazione di Acquappesa                        | Via C. Colombo               | Acquappesa                       | CS    | RFI           | bronz     |
| Stazione di Africo Nuovo                      | Via Stazione                 | Africo                           | RC    | RFI           | bronz     |
| Stazione di Amantea                           | Via Stazione, 15             | Amantea                          | CS    | RFI           | ezüst     |
| Stazione di Amendolara-Oriolo                 | Via Nazionale                | Amendolara                       | CS    | RFI           | bronz     |
| Stazione di Annà di Melito di Porto Salvo     | Via Strapuntello             | Melito di Porto Salvo            | RC    | RFI           | bronz     |
| Stazione di Ardore                            | Corso Carducci               | Ardore                           | RC    | RFI           | bronz     |
| Stazione di Badolato                          | Via Nazionale                | Badolato                         | CZ    | RFI           | bronz     |
| Stazione di Bagnara                           | Piazza Stazione 1            | Bagnara Calabra                  | RC    | RFI           | ezüst     |
| Stazione di Belvedere Marittimo               | Via Lo Sardo                 | Belvedere Marittimo              | CS    | RFI           | bronz     |
| Stazione di Bianco                            | Via Nazionale                | Bianco                           | RC    | RFI           | ezüst     |
| Stazione di Botricello                        | Piazza Pertini               | Botricello                       | CZ    | RFI           | bronz     |
| Stazione di Bova Marina                       | Via Nazionale                | Bova Marina                      | RC    | RFI           | ezüst     |
| Stazione di Bovalino                          | Piazza Stazione 1            | Bovalino                         | RC    | RFI           | ezüst     |
| Stazione di Brancaleone                       | Corso Umberto I              | Brancaleone                      | RC    | RFI           | ezüst     |
| Stazione di Briatico                          | Via Stazione                 | Briatico                         | VV    | RFI           | bronz     |
| Stazione di Calopezzati                       | Viale della Libertà          | Calopezzati                      | CS    | RFI           | bronz     |
| Stazione di Campora-San Giovanni-Serra Ajello | Corso Europa                 | Amantea                          | CS    | RFI           | bronz     |
| Stazione di Capo Bonifati                     | Via Nazionale                | Bonifati                         | CS    | RFI           | bronz     |
| Stazione di Cariati                           | Piazza Dei 500               | Cariati                          | CS    | RFI           | bronz     |
| Stazione di Castiglione Cosentino             | Via Quattromiglia            | Rende                            | CS    | RFI           | ezüst     |
| Stazione di Catanzaro                         | V.le Europa                  | Catanzaro                        | CZ    | RFI           | ezüst     |
| Stazione di Catanzaro Lido                    | Piazza Stazione 1            | Catanzaro                        | CZ    | Centostazioni | arany     |
| Stazione di Caulonia                          | Via Nazionale                | Caulonia                         | RC    | RFI           | bronz     |
| Stazione di Cetraro                           | Via Stazione                 | Cetraro                          | CS    | RFI           | bronz     |
| Stazione di Cirò                              | Largo Stazione               | Cirò Marina                      | KR    | RFI           | bronz     |
| Stazione di Condofuri                         | Via Prassitele               | Condofuri                        | RC    | RFI           | bronz     |
| Stazione di Corigliano Calabro                | Piazza Vadastri              | Corigliano Calabro               | CS    | RFI           | bronz     |
| Stazione di Cosenza                           | Contrada Vaglio di Lise      | Cosenza                          | CS    | RFI           | ezüst     |
| Stazione di Cropani                           | Piazza Alcide Cerri          | Cropani                          | CZ    | RFI           | bronz     |
| Stazione di Crotone                           | Piazza Stazione 1            | Crotone                          | KR    | RFI           | ezüst     |
| Stazione di Crucoli                           | corso Garibaldi              | Crucoli                          | KR    | RFI           | bronz     |
| Stazione di Cutro                             | Via Stazione                 | Cutro                            | KR    | RFI           | bronz     |
| Stazione di Diamante-Buonvicino               | P.le Aldo Moro               | Diamante                         | CS    | RFI           | ezüst     |
| Stazione di Falerna                           | Via Stazione                 | Falerna                          | CZ    | RFI           | bronz     |
| Stazione di Favazzina                         | Via Stazione                 | Scilla                           | RC    | RFI           | bronz     |
| Stazione di Ferruzzano                        | Via Nazionale                | Ferruzzano                       | RC    | RFI           | bronz     |
| Stazione di Fuscaldo                          | Piazzale Stazione            | Fuscaldo                         | CS    | RFI           | bronz     |
| Stazione di Gioia Tauro                       | Piazza G. Marconi            | Gioia Tauro                      | RC    | RFI           | ezüst     |
| Stazione di Gioiosa Jonica                    | Via Dante                    | Marina di Gioiosa Ionica         | RC    | RFI           | ezüst     |
| Stazione di Grisolia-Santa Maria              | Scalo FerroViario            | Grisolia                         | CS    | RFI           | bronz     |
| Stazione di Guardavalle                       | Via Nazionale                | Guardavalle                      | CZ    | RFI           | bronz     |
| Stazione di Guardia Piemontese Terme          | S.S. 18, n° 22               | Guardia Piemontese               | CS    | RFI           | bronz     |
| Stazione di Joppolo                           | Via Bonello                  | Joppolo                          | VV    | RFI           | bronz     |
| Stazione di Lamezia Terme Centrale            | Via Del Mare                 | Lamezia Terme                    | CZ    | RFI           | arany     |
| Stazione di Lamezia Terme-Nicastro            | corso G. Nicotera            | Lamezia Terme                    | CZ    | RFI           | ezüst     |
| Stazione di Lamezia Terme-Sambiase            | Via Eroi di Sapri            | Lamezia Terme                    | CZ    | RFI           | bronz     |
| Stazione di Locri                             | Piazza Stazione              | Locri                            | RC    | RFI           | ezüst     |
| Stazione di Longobardi                        | Via Marina                   | Longobardi                       | CS    | RFI           | bronz     |
| Stazione di Mandatoriccio-Campana             | SS106                        | Mandatoriccio                    | CS    | RFI           | bronz     |
| Stazione di Marcellinara                      | Via A. Scopelliti, 8         | Marcellinara                     | CZ    | RFI           | bronz     |
| Stazione di Marcellina-Verbicaro-Orsomarso    | Via Orsomarso                | Santa Maria del Cedro            | CS    | RFI           | bronz     |
| Stazione di Marina di San Lorenzo             | Via Stazione                 | San Lorenzo                      | RC    | RFI           | bronz     |
| Stazione di Melito di Porto Salvo             | Piazza Stazione 1            | Melito di Porto Salvo            | RC    | RFI           | ezüst     |
| Stazione di Mileto                            | Via Dottolella               | Mileto                           | VV    | RFI           | bronz     |
| Stazione di Mirto-Crosia                      | Piazzale Stazione            | Crosia                           | CS    | RFI           | bronz     |
| Stazione di Monasterace-Stilo                 | Piazza Stazione 1            | Monasterace                      | RC    | RFI           | bronz     |
| Stazione di Mongrassano-Cervicati             | Contrada Scalo FeroViario    | Mongrassano                      | CS    | RFI           | bronz     |
| Stazione di Monte Giordano                    | Piazza R. Scotellaro         | Montegiordano                    | CS    | RFI           | bronz     |
| Stazione di Montepaone-Montauro               | Via Nazionale                | Montepaone                       | CZ    | RFI           | bronz     |
| Stazione di Motta San Giovanni-Lazzaro        | Via Stazione 1               | Motta San Giovanni               | RC    | RFI           | bronz     |
| Stazione di Nicotera                          | Via Scalo ferroViario        | Nicotera                         | VV    | RFI           | bronz     |
| Stazione di Nocera Terinese                   | Piazzale Stazione            | Nocera Terinese                  | CZ    | RFI           | bronz     |
| Stazione di Palizzi                           | Via Nazionale                | Palizzi                          | RC    | RFI           | bronz     |
| Stazione di Palmi                             | Via Stazione 1               | Palmi                            | RC    | RFI           | bronz     |
| Stazione di Paola                             | Piazza Stazione 1            | Paola                            | CS    | RFI           | arany     |
| Stazione di Parghelia                         | Piazza Stazione 1            | Parghelia                        | VV    | RFI           | bronz     |
| Stazione di Pizzo                             | Piazzale Genova              | Pizzo                            | VV    | RFI           | bronz     |
| Stazione di Praja-Ajeta-Tortora               | Via Stazione, 22             | Praia a Mare                     | CS    | RFI           | ezüst     |
| Stazione di Reggio di Calabria Aeroporto      |                              | Reggio Calabria                  | RC    | RFI           | bronz     |
| Stazione di Reggio di Calabria Archi          | Via Nazionale                | Reggio Calabria                  | RC    | RFI           | bronz     |
| Stazione di Reggio di Calabria Bocale         | Via Nazionale                | Reggio Calabria                  | RC    | RFI           | bronz     |
| Stazione di Reggio di Calabria Catona         | Via Nazionale                | Reggio Calabria                  | RC    | RFI           | bronz     |
| Stazione di Reggio di Calabria Centrale       | Via Barlaam 1                | Reggio Calabria                  | RC    | Centostazioni | arany     |
| Stazione di Reggio di Calabria Gallico        | Via Stazione                 | Reggio Calabria                  | RC    | RFI           | bronz     |
| Stazione di Reggio di Calabria Lido           | Viale Zerbi                  | Reggio Calabria                  | RC    | RFI           | ezüst     |
| Stazione di Reggio di Calabria OMECA          | Via Gebbione a mare          | Reggio Calabria                  | RC    | RFI           | ezüst     |
| Stazione di Reggio di Calabria Pellaro        | Piazza Stazione 1            | Reggio Calabria                  | RC    | RFI           | ezüst     |
| Stazione di Reggio di Calabria Santa Caterina | Piazza Stazione 1            | Reggio Calabria                  | RC    | RFI           | bronz     |
| Stazione di Reggio di Calabria San Gregorio   | Via delle Industrie n° 1     | Reggio Calabria                  | RC    | RFI           | bronz     |
| Stazione di Riace                             | Via Nazionale                | Riace                            | RC    | RFI           | bronz     |
| Stazione di Ricadi                            | Via Stazione                 | Ricadi                           | VV    | RFI           | bronz     |
| Stazione di Rocca Imperiale                   | Via Taranto                  | Rocca Imperiale                  | CS    | RFI           | bronz     |
| Stazione di Roccella Jonica                   | Piazza Stazione 1            | Roccella Ionica                  | RC    | RFI           | ezüst     |
| Stazione di Rosarno                           | Via Stazione                 | Rosarno                          | RC    | RFI           | ezüst     |
| Stazione di Roseto Capo Spulico               | Via C.A. dalla Chiesa        | Roseto Capo Spulico              | CS    | RFI           | bronz     |
| Stazione di Rossano                           | Piazza L. da Vinci           | Rossano                          | CZ    | RFI           | bronz     |
| Stazione di Sant'Andrea dell'Jonio            | Via Nazionale                | Sant’Andrea Apostolo dello Ionio | CZ    | RFI           | bronz     |
| Stazione di Santa Caterina dell'Jonio         | Piazza Nenni                 | Santa Caterina dello Ionio       | CZ    | RFI           | bronz     |
| Stazione di S.Domenica                        | Via Stazione                 | Ricadi                           | VV    | RFI           | bronz     |
| Stazione di San Lucido Marina                 | Via Marina Stazione          | San Lucido                       | CS    | RFI           | bronz     |
| Stazione di San Marco-Roggiano                | Via Madre Teresa di Calcutta | San Marco Argentano              | CS    | RFI           | bronz     |
| Stazione di Saline di Reggio                  | Via FerroVia                 | Montebello Ionico                | RC    | RFI           | bronz     |
| Stazione di Scalea-Santa Domenica Talao       | Via Stazione                 | Scalea                           | CS    | RFI           | ezüst     |
| Stazione di Scilla                            | Via Nazionale                | Scilla                           | RC    | RFI           | ezüst     |
| Stazione di Sibari                            | Via Stazione                 | Cassano all’Ionio                | CS    | RFI           | ezüst     |
| Stazione di Siderno                           | Piazza Marconi               | Siderno                          | RC    | RFI           | ezüst     |
| Stazione di Simeri Crichi                     |                              | Sellia Marina                    | CZ    | RFI           | bronz     |
| Stazione di Soverato                          | Piazza Stazione 1            | Soverato                         | CZ    | RFI           | ezüst     |
| Stazione di Spezzano Albanese Terme           | Via Bobini Longo NST FS      | Spezzano Albanese                | CS    | RFI           | bronz     |
| Stazione di Squillace                         | Piazza Stazione 1            | Squillace                        | CZ    | RFI           | bronz     |
| Stazione di Strongoli                         | Viale Stazione               | Strongoli                        | KR    | RFI           | bronz     |
| Stazione di Tarsia                            | Via Stazione                 | Tarsia                           | CS    | RFI           | bronz     |
| Stazione di Torano-Lattarico                  | Viale Magna Grecia           | Torano Castello                  | CS    | RFI           | bronz     |
| Stazione di Torre Melissa                     | Viale Stazione               | Melissa                          | KR    | RFI           | bronz     |
| Stazione di Toscano                           | Statale 106                  | Rossano                          | RC    | RFI           | bronz     |
| Stazione di Trebisacce                        | Piazza Ottavio de Meo 1      | Trebisacce                       | CS    | RFI           | ezüst     |
| Stazione di Tropea                            | Via Stazione                 | Tropea                           | VV    | RFI           | ezüst     |
| Stazione di Vibo Marina                       | Piazza Stazione 1            | Vibo Valentia                    | VV    | RFI           | ezüst     |
| Stazione di Vibo Valentia-Pizzo               | Via Stazione 1               | Vibo Valentia                    | VV    | RFI           | ezüst     |
| Stazione di Villa San Giovanni                | Piazza Stazione, 6/8         | Villa San Giovanni               | RC    | Centostazioni | arany     |
| Stazione di Villapiana Lido                   | Piazza Giovanni XXIII°       | Villapiana                       | CS    | RFI           | bronz     |
| Stazione di Villapiana-Torre Cerchiara        | Piazza Gentile Giuseppe      | Villapiana                       | CS    | RFI           | bronz     |
| Stazione di Zambrone                          | Viale Scalo FS               | Zambrone                         | VV    | RFI           | ezüst     |